# باول مالكوم
باول مالكوم (بالإنجليزية: Paul Malcolm)‏ هو لاعب كرة قدم بريطاني، ولد في 11 ديسمبر 1964.